# Ljusnackad snårsparv
Ljusnackad snårsparv (Atlapetes pallidinucha) är en fågel i familjen amerikanska sparvar inom ordningen tättingar.

## Utseende
Denna snårsparv är gul under och gråaktig ovan. Främre delen av hjässan är gulbrun, övergående till vitt i nacken. Ingen annan Atlapetes-snårsparv har gul undersida och vitt i nacken.

## Utbredning och systematik
Ljusnackad snårsparv delas in i två underarter med följande utbredning:
- Atlapetes pallidinucha pallidinucha – förekommer i östra Anderna i Colombia och sydvästra Venezuela (Mérida och Táchira)
- Atlapetes pallidinucha papallactae – förekommer i centrala Anderna från Colombia till Ecuador och nordvästligaste Peru

### Familjetillhörighet
Tidigare fördes de amerikanska sparvarna till familjen fältsparvar (Emberizidae) som omfattar liknande arter i Eurasien och Afrika. Flera genetiska studier visar dock att de utgör en distinkt grupp som sannolikt står närmare skogssångare (Parulidae), trupialer (Icteridae) och flera artfattiga familjer endemiska för Karibien.

## Levnadssätt
Ljusnackad snårsparv hittas i buskiga miljöer och skogsbryn i bergstrakter från 2700 till 3700 meters höjd. Där ses par födosöka lågt, ibland som en del av kringvandrande artblandade flockar.

## Status
Arten har ett stort utbredningsområde och beståndet anses stabilt. Internationella naturvårdsunionen IUCN listar den därför som livskraftig (LC).

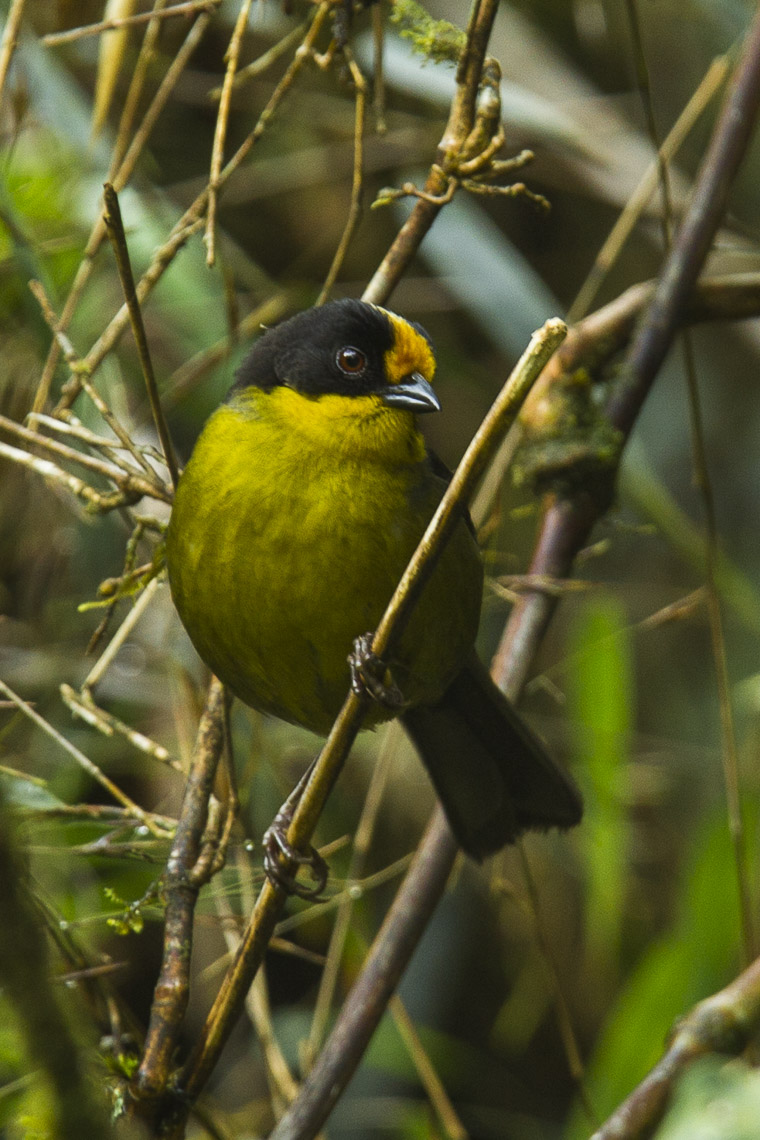